# Cuneo Volley 2020-2021
Questa voce raccoglie le informazioni riguardanti il Cuneo Volley nelle competizioni ufficiali della stagione 2020-2021.

## Organigramma societario
Area direttiva
- Presidente: Vito Venni
- Vicepresidente: Gabriele Costamagna, Claudio Parola
- Team manager: Silvia Canale

Area tecnica
- Allenatore: Roberto Serniotti
- Allenatore in seconda: Marco Casale
- Assistente allenatore: Mirko Cefaratti
- Scout man: Dario Sampò
- Responsabile settore giovanile: Daniele Vergnaghi

Area comunicazione
- Addetto stampa: Stella Testa

Area sanitaria
- Medico: Corrado Biolè
- Fisioterapista: Lorenzo Bergese, Enrico Marino
- Preparatore atletico: Danilo Bramard
- Osteopata: Roberta Ferrero

## Rosa
| N° | Nome                | Ruolo | Data di nascita  | Squadra |
| -- | ------------------- | ----- | ---------------- | ------- |
| 1  | Azaria Gonzi        | P     | 24 luglio 2000   | Italia  |
| 2  | Lorenzo Codarin     | C     | 3 settembre 1996 | Italia  |
| 5  | Nicola Tiozzo       | S     | 26 maggio 1993   | Italia  |
| 7  | Paolo Bonola        | C     | 25 giugno 1992   | Italia  |
| 8  | Matteo Pistolesi    | P     | 14 marzo 1995    | Italia  |
| 9  | Andrea Galaverna    | S     | 30 gennaio 1994  | Italia  |
| 10 | Wagner da Silva     | O     | 29 aprile 1993   | Brasile |
| 11 | Damiano Catania     | L     | 28 marzo 2001    | Italia  |
| 12 | Francesco Bisotto   | L     | 20 maggio 2002   | Italia  |
| 14 | Alessandro Preti    | S     | 7 agosto 1992    | Italia  |
| 16 | Davide D'Amato      | O     | 31 agosto 2002   | Italia  |
| 17 | Luca Chiapello      | S     | 10 luglio 2002   | Italia  |
| 18 | Nicholas Sighinolfi | C     | 11 agosto 1994   | Italia  |